# Chiesa di San Giuseppe (Oliena)
La chiesa di San Giuseppe è un edificio religioso situato ad Oliena, centro abitato della Sardegna centrale. Consacrata al culto cattolico, fa parte della parrocchia di San Ignazio di Loyola, diocesi di Nuoro.

## Storia e descrizione
Risalente al XVII secolo, l'edificio religioso si trova sulla sponda sinistra del Rio Golathi, e si affaccia su Via Nino Bixio. Presenta una navata con tre campate separate da archi a tutto sesto Nell'altare è presente una nicchia contenente la statua del santo, sormontata da da una conchiglia in stucco in stile barocco. Nel XVII secolo possedeva due case e un orto nelle sue vicinanze oltre che diversi terreni.